# Sicista kazbegica
Sicista kazbegica är en däggdjursart som beskrevs av Sokolov, Baskevich och Kovalskaya 1986. Sicista kazbegica ingår i släktet buskmöss, och familjen hoppmöss. Inga underarter finns listade i Catalogue of Life.

## Utseende
Vuxna exemplar är 6,2 till 6,7 cm långa (huvud och bål), har en 9,5 till 11 cm lång svans och väger 6,5 till 8 g. Bakfötterna är 1,7 till 1,9 cm långa och öronen är 0,9 till 1,1 cm stora. Pälsens färg på ovansidan är rödbrun till gulbrun med inslag av grått. Ryggens topp är mörkare än sidorna på grund av svarta spetsar vid några hår. På undersidan förekommer ljusgrå till vit päls. Svansen är bara lite ljusare på undersidan vad som skiljer arten från andra buskmöss i samma region. Arten har beroende på population en diploid kromosomuppsättning med 40 eller 42 kromosomer.

## Utbredning
Arten är bara känd från två mindre regioner i Kaukasus i Georgien och Ryssland. Den lever i områden som ligger 1500 till 2300 meter över havet. Habitatet utgörs av skogar och bergsängar.

## Ekologi
Sicista kazbegica är aktiv på natten och äter främst frukter samt insekter. Den håller ungefär 6 månader vinterdvala. Honor föder 4 till 7 ungar per kull.
Troligen lever varje individ ensam när honan inte är brunstig. I regioner som Georgien där buskar och högt gräs försvann på grund av landskapsförändringar och betande boskapsdjur blev Sicista kazbegica mer sällsynt. Arten håller liksom andra släktmedlemmar vinterdvala och syns tidigast under senare maj. Den är minst 3 eller 3,5 månader aktiv. Det är inte känt var denna buskmus håller sin dvala men den har antagligen samma gömställen som andra buskmöss.
Parningen sker troligen när arten blir aktiv efter dvalan. Per kull föds 4 till 7 ungar.

## Hot
Intensivt bruk av gräsmarker är det största hotet mot arten. I utbredningsområdet finns inga skyddszoner. Sicista kazbegica är allmänt sällsynt. IUCN kategoriserar arten globalt som starkt hotad.